# Ogden Nash

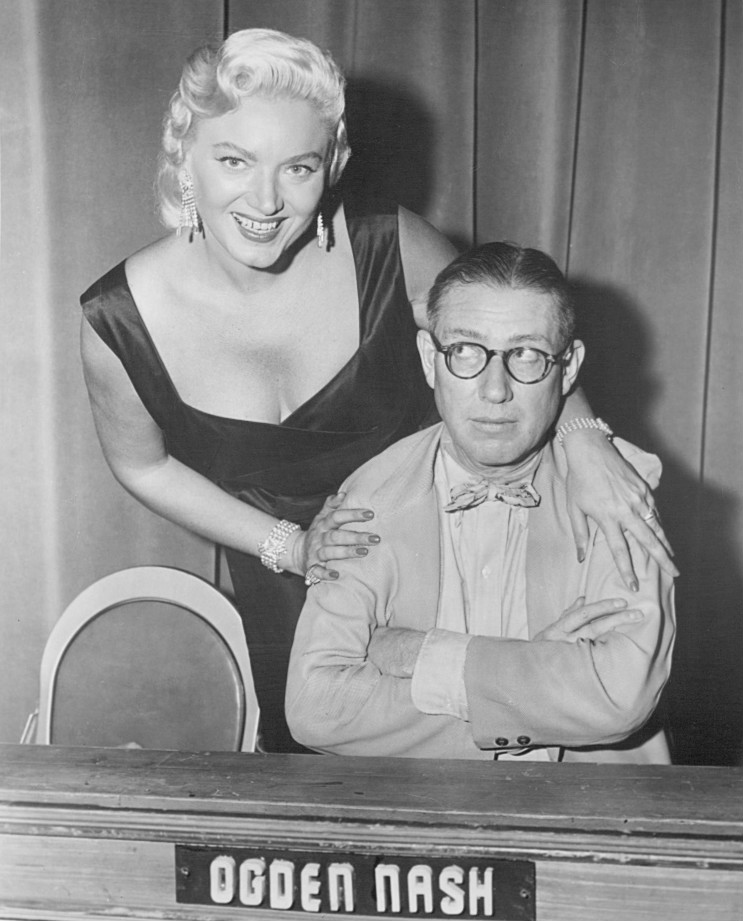

Frederic Ogden Nash (19 août 1902 – 19 mai 1971) est un poète américain. Lors de son décès en 1971, le New York Times écrivit que « ses saynètes poétiques aux rimes inattendues font de lui le faiseur de poésie humoristique le plus connu du pays ».

## Biographie

### Premières années
Nash est né à Rye, dans l'État de New York. Son père était propriétaire d'une compagnie d'import-export. En raison de ses obligations d'affaires, la famille déménageait souvent.
Après avoir reçu son diplôme de la St. George's School à Middletown, Nash entra à Harvard  en 1920, dont il partit un an plus tard. Il revint à St. George's pour enseigner durant un an, et en partit pour enchaîner les boulots, pour finalement se trouver un poste de rédacteur en chef aux éditions Doubleday, où il commença à écrire de la poésie.
Il déménagea à Baltimore, trois ans après avoir épousé Frances Leonard, native de cette ville. Il vécut à Baltimore de 1934 et pour la plus grande partie de sa vie, jusqu'à sa mort en 1971. Ogden Nash se considérait originaire de Baltimore. Une fois revenu de New York, où il s'était brièvement installé, il écrivit « I could have loved New York had I not loved Balti-more ».
Son premier emploi à New York fut d'écrire les publicités affichées sur les tramways, à l'emploi d'une compagnie qui avait déjà employé un autre résident de Baltimore, l'écrivain F. Scott Fitzgerald. Nash aimait la rime : « I think in terms of rhyme, and have since I was six years old », déclara-t-il lors d'une interview en 1958. Il adorait façonner ses propres mots lorsque des mots capables de rimer lui faisaient défaut, bien qu'il admît que façonner des rimes ne fut pas une tâche des plus aisées.
Il fit paraître en 1931 son premier recueil de poèmes, Hard Lines, qui lui valut une reconnaissance nationale. Certains de ses poèmes laissaient paraître un sentiment rebelle ; par exemple, sa pièce intitulée Common sense interroge :

« Why did the Lord give us agility,
If not to evade responsibility? »

### Carrière d'écrivain
Lorsque Nash n'écrivait pas de poèmes, il faisait des apparitions à la télévision et à la radio, et voyagea aux États-Unis et en Angleterre, pour donner des conférences dans des universités.
Nash était considéré avec respect par l'establishment littéraire, et ses poèmes furent fréquemment inclus dans des anthologies, y compris dans des collections sérieuses comme A New Anthology of Modern Poetry, publiée par Selden Rodman en 1946.
Nash écrivit les paroles de la comédie musicale de Broadway One Touch of Venus, en collaboration avec le librettiste S.J. Perelman et le compositeur Kurt Weill. Ce spectacle comprend la célèbre chanson Speak Low. Il écrivit aussi les paroles de la revue musicale Two's Company en 1952.

### Décès
Ogden Nash meurt dans un hôpital de Baltimore le 19 mai 1971 de complications liées à la maladie de Crohn.